# جايد أميليا ثيروال
جايد اميليا ثيروال (من مواليد 26 ديسمبر 1992) هي مغنية وكاتبة أغاني بريطانية وعضوة في فرقة الفتيات ليتل ميكس.  اعتبارًا من عام 2021، باعت المجموعة أكثر من 60 مليون سجل في جميع أنحاء العالم، مما يجعلها واحدة من أفضل فرق الفتيات مبيعًا في العالم على الإطلاق.

## الحياة الشخصية
ولدت ثيروال ونشأت في منطقة لايغاتي في ساوث شيلدز. هي ابنة نورما بادوي وجيمس ثيروال ولديها شقيق أكبر اسمه كارل ثيروال. هي من أصول مصرية ويمنية من والدتها ومن أصل مقدوني يوناني وإنجليزي من جهة والدها. التحقت بكلية الفنون المسرحية ساوث تينيسايد، حيث درست مجموعة من الدورات. عندما كانت مراهقة ، عانت ثيروال من العنصرية والتنمر مما ساهم لاحقًا في معاناتها من فقدان الشهية لمدة خمس سنوات قبل أن تبدأ في التعافي.
أكدت ثيروال أنها على علاقة حاليًا بالمغني والممثل جوردان ستيفنز.
كانت هناك شائعات عن ارتباطها مع عضو Collabro مايكل اوجير لكن لم يؤكد الطرفان الإشاعات
واعدت جايد الراقص سام كراسك من 2012 حتى 2014. سام عضو في فرقة Diversity وهي فرقة رقص، فازت في برنامج المواهب البريطانية في عام 2009. انفصلوا في نهاية يونيو 2014 بسبب جداول أعمالهم المزدحمة، وبعد أن كانا صديقين لبعض الوقت بدأ جايد وجِيد إليوت (عازف في فرقة The Struts) في المواعدة في أوائل عام 2016 ،  التقى الثنائي بفضل خطيب جيسي نيلسون السابق جيك روش، الذي هو صديق لجِيد إليوت، انتهى الثنائي بالإنفصال في أواخر عام 2019 بسبب جداول أعمالهم المزدح وإنشغالهم عن بعضهم، جايد هي حاليًا عازبة.

## روابط خارجية
- جايد ثيروال على موقع IMDb (الإنجليزية)
- جايد ثيروال على موقع ميوزك برينز (الإنجليزية)
- جايد ثيروال على موقع قاعدة بيانات الأفلام السويدية (السويدية)
- جايد ثيروال على موقع أول ميوزيك (الإنجليزية)
- جايد ثيروال على موقع ديسكوغز (الإنجليزية)
- جايد ثيروال على موقع قاعدة بيانات الفيلم (الإنجليزية)